# 康托尔空间
在数学中，以格奥尔格·康托尔命名的康托尔空间是对经典康托尔集的拓扑学抽象：即与康托尔集同胚的拓扑空间。在集合论中，拓扑空间2ω也就是康托尔空间。

## 例子
康托尔集自身就组成康托尔空间不过，康托尔空间的一般标准例子是可数无限多个离散两点空间{0, 1}的积，一般写作{\displaystyle 2^{\mathbb {N} }}或2ω（其中2表示离散拓扑中的2-元素集合{0,1}）。2ω中的一个点是一个由0和1组成的无穷二进制序列，给定这样一个序列a0，a1，a2……，可以将其映射为实数
{\displaystyle \sum _{n=0}^{\infty }{\frac {2a_{n}}{3^{n+1}}}}
这个映射指出了从2ω到康托尔集的同胚，表明2ω是一个康托尔空间。
康托尔空间常见于实分析。例如，它们作为子空间存在于每个完美完备空间（要了解这一点，请注意在这样的空间中，任何非空完美集都包含两个直径任意小的不交非空完美子集，因此我们可以模仿通常的康托尔集的构造。）。另外，每个可分不可数完全可度量空间都有康托尔空间作为其子空间。这包括实分析中的大多数常见空间。

## 特征
布劳威尔定理给出了康托尔空间的拓扑特征：
具有由闭开集构成的基的拓扑空间，也称为“零维空间”。布劳威尔定理可以重述为
该定理还通过Stone布尔代数表示定理等价于：任意两个可数无原子布尔代数都同构。

## 性质
正如布劳威尔定理指出的那样，康托尔空间可以以多种形式出现。但是，康托尔空间的许多性质都可以用2ω确定，因为康托尔空间可以构造为它们的积。
康托尔空间有以下性质：
- 任何康托尔空间的势是{\displaystyle 2^{\aleph _{0}}}，也就是连续统的势。
- 两个（直至任何有限个或可数个）康托尔空间的积仍然是康托尔空间。这一事实与康托尔函数一同，可以构造空间填充曲线。
- 当且仅当一个（非空）豪斯多夫拓扑空间是一个康托尔空间的连续像时，它是紧可度量空间。[2][3][4]

令C(X)表示拓扑空间X上所有实值有界连续函数的空间；令K表示紧可度量空间，令Δ表示康托尔集。那么康托尔集具有以下性质：
- C(K)与C(Δ)的一个闭子空间等距同构。[5]

一般来说，这种同构性不唯一，因此并不是范畴论意义上的泛性质。
- 康托尔空间的所有同胚群都是单群。[6]